# Élection présidentielle américaine de 1972
L'élection présidentielle américaine de 1972 voit le président républicain Richard Nixon, réélu le 7 novembre 1972 avec 23,2 points d'avance face au démocrate, progressiste George McGovern, soit le 4e plus large score de l'histoire des élections présidentielles américaines.
George McGovern avait gagné de peu les primaires démocrates avec un programme pacifiste, devançant un candidat du Sud, jugé pro-ségrégationniste, anti-fédéral et conservateur, George Wallace, gouverneur d'Alabama, et l'ancien vice-président Hubert Humphrey. Aux divisions du Parti démocrate s'ajoute le scandale qui oblige à démissionner son colistier Thomas Eagleton, puis un autre quand un éditorialiste accuse sans preuve McGovern de réclamer l'amnistie pour les déserteurs du Vietnam ou d'encourager la consommation de drogue. C'est dans ce contexte qu'a lieu le cambriolage du siège du parti démocrate révélé en 1973 par l'affaire du Watergate.
Nixon fait au contraire valoir qu'une issue à la guerre du Viêt Nam devient possible, sur fond de politique de détente menée avec la république populaire de Chine et l'URSS, s'appuyant sur les négociations sur la limitation des armements stratégiques, illustrées par la signature du traité ABM.

## Conditions d'éligibilité
Ne peuvent se présenter, selon l'article II section première de la Constitution, que les citoyens américains :
- Américains de naissance ;
- âgés d'au moins 35 ans ;
- ayant résidé aux États-Unis depuis au moins 14 ans.

Depuis l'adoption du XXIIe amendement en 1947 et sa ratification en 1951, les anciens présidents qui ont déjà été élus deux fois ne sont plus éligibles.

## Primaires

### Parti démocrate

#### Candidats du Parti démocrate

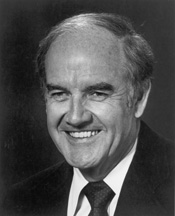
George McGovern, sénateur de Dakota du Sud
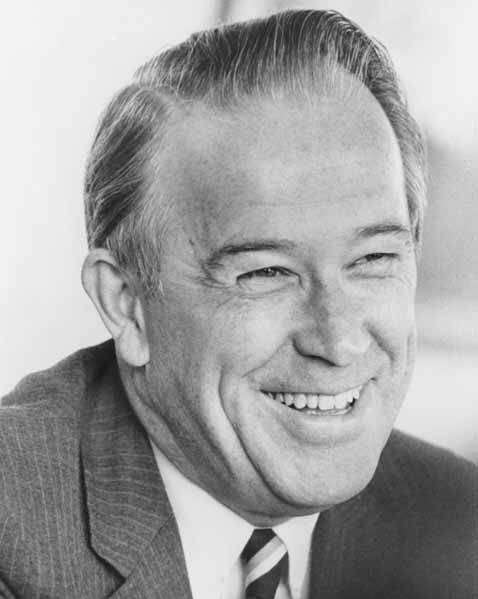
Henry M. Jackson, sénateur de l'État de Washington
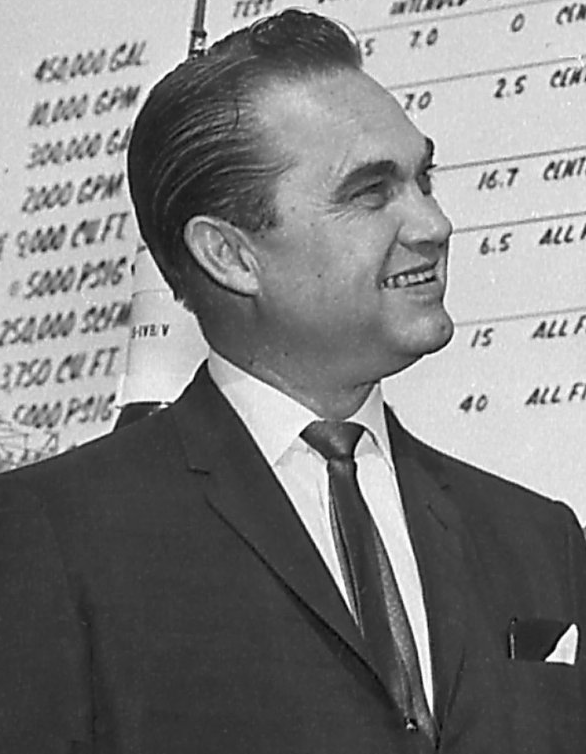
George Wallace, gouverneur de l'Alabama
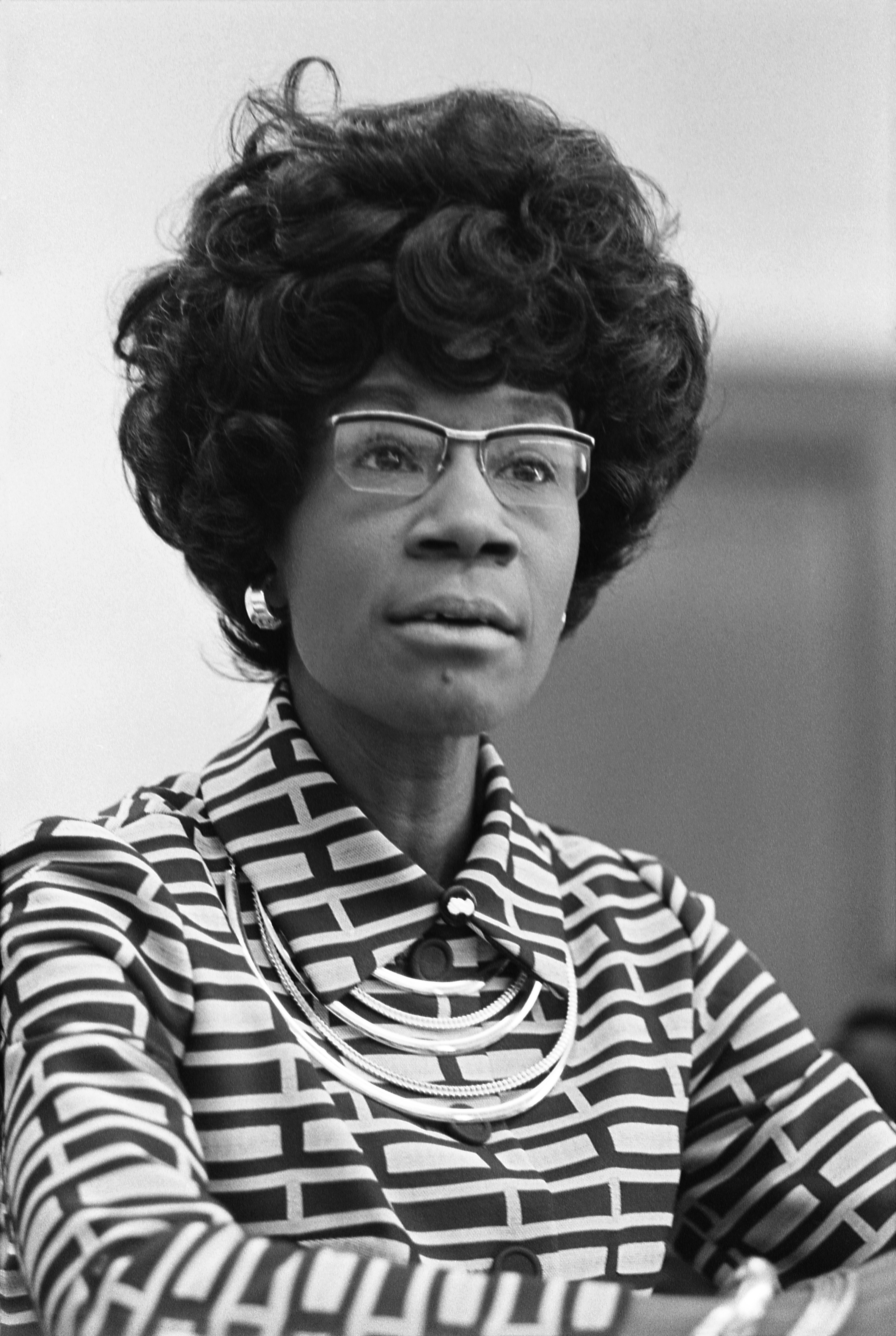
Shirley Chisholm représentant de l'État de New York
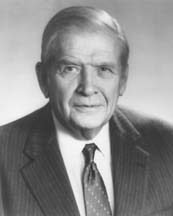
Terry Sanford, ancien gouverneur de Caroline du Nord
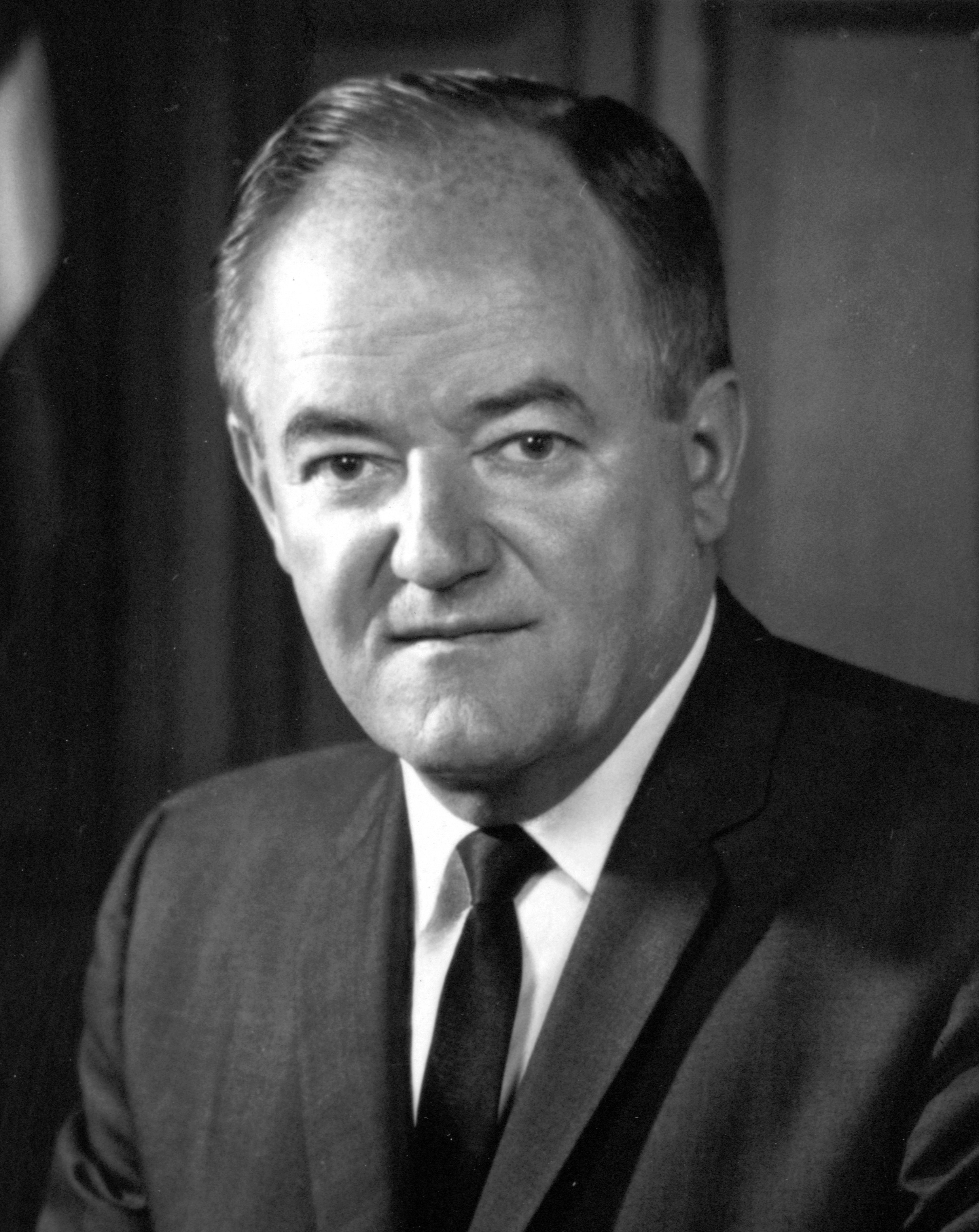
Hubert Humphrey, ancien vice-président, et ancien sénateur du Minnesota
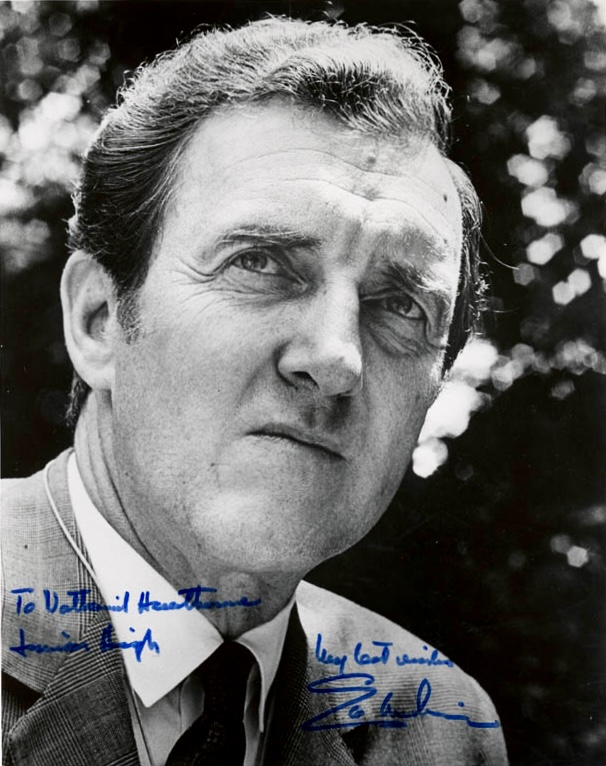
Edmund Muskie, sénateur du Maine
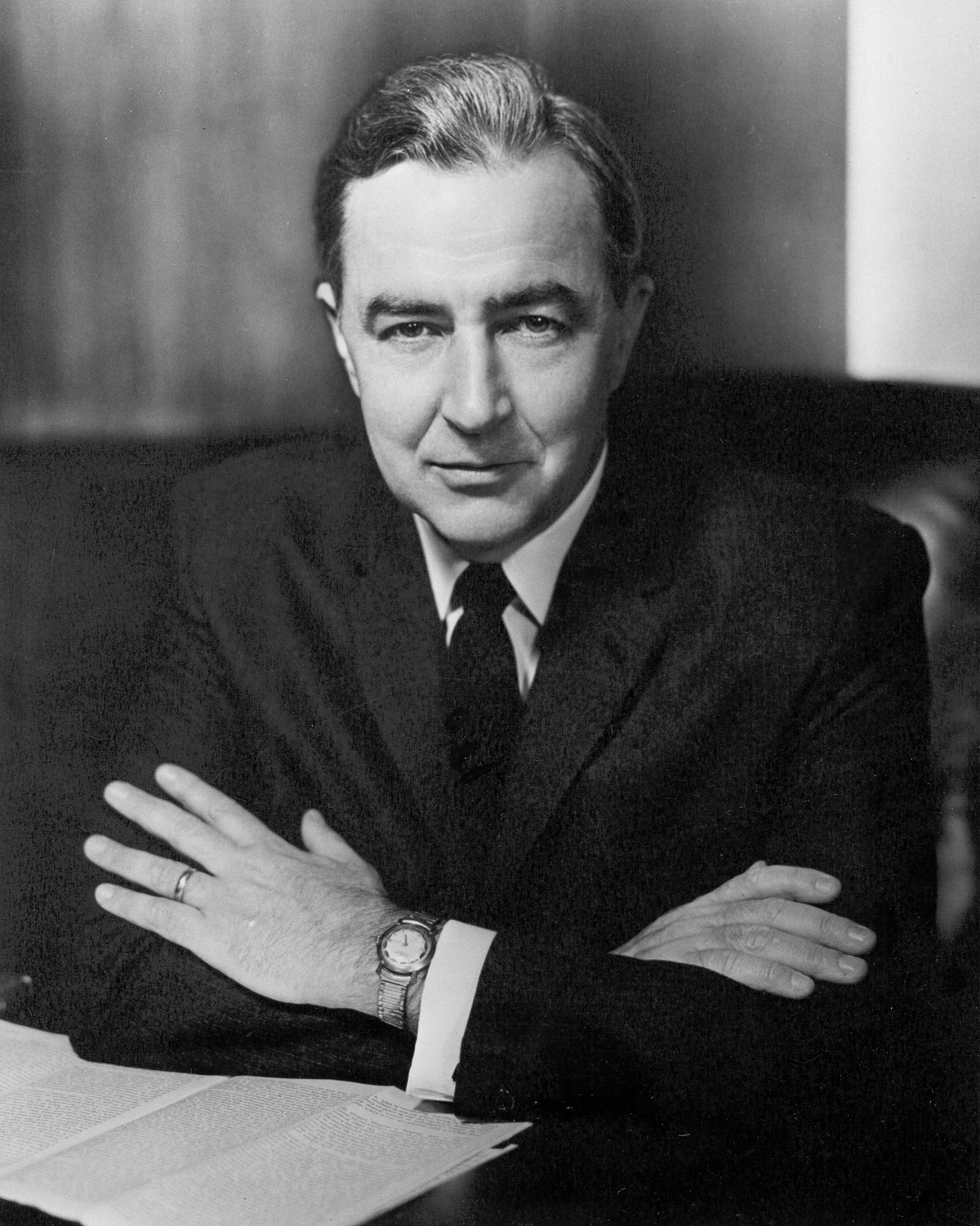
Eugene McCarthy, ancien sénateur du Minnesota
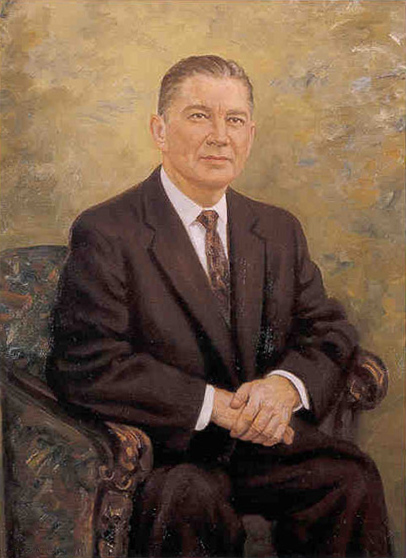
Wilbur Mills, représentant de l'Arkansas
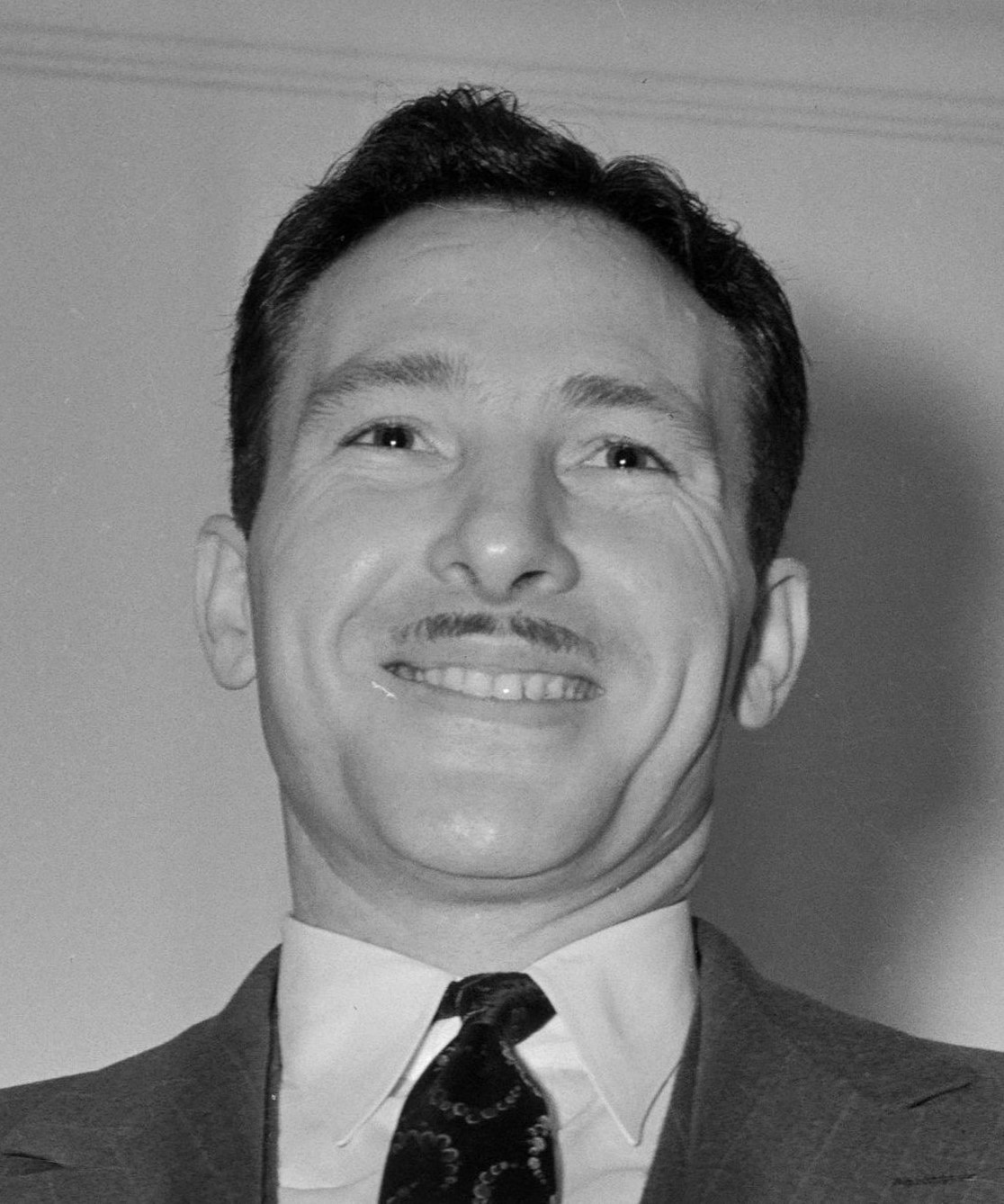
Sam Yorty, maire de Los Angeles
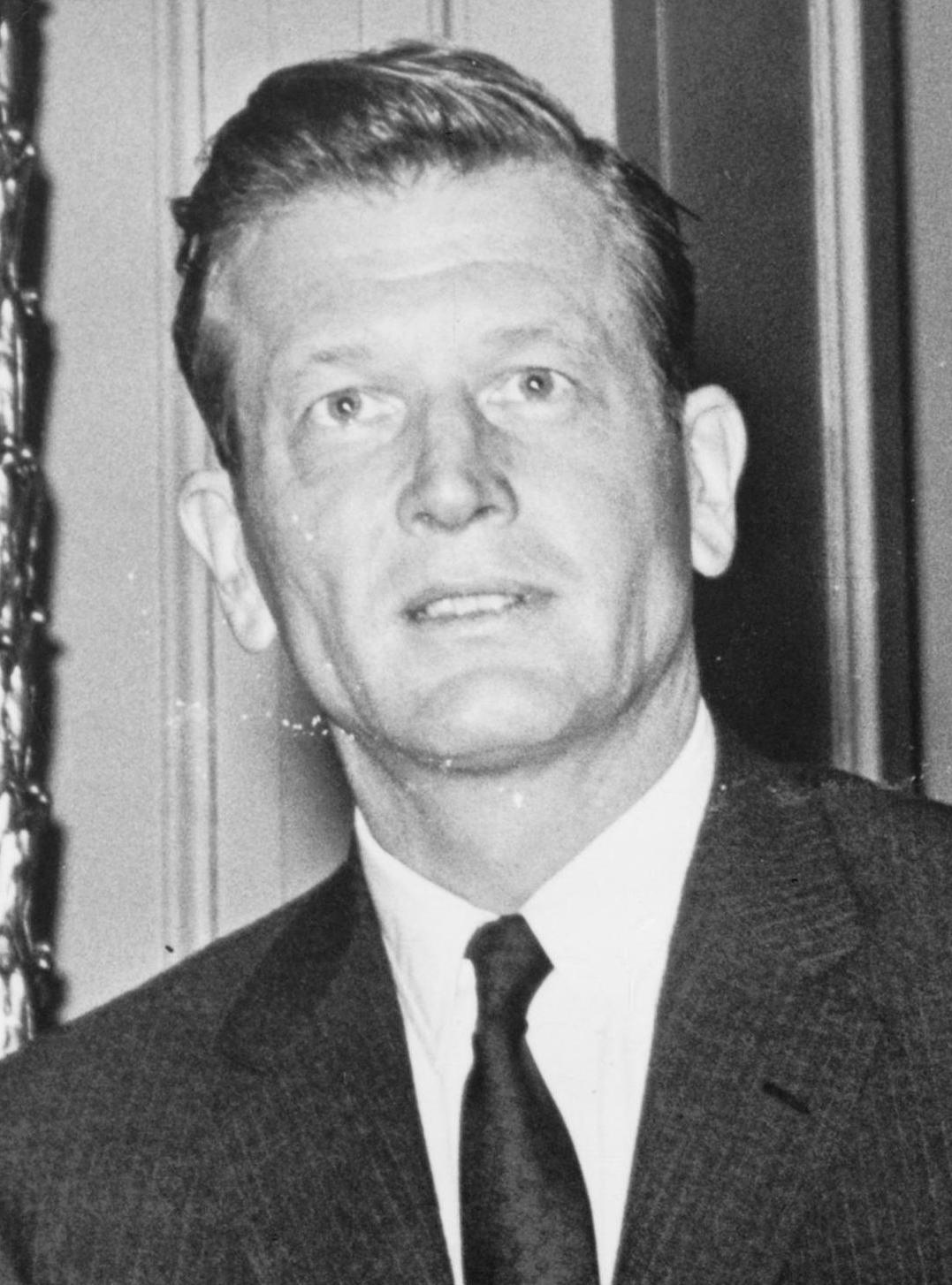
John Lindsay, maire de New York
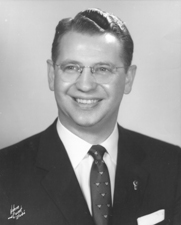
Vance Hartke, sénateur de l'Indiana

Chaque candidat dispose au début de la campagne de soutiens importants au sein du parti. Ainsi, George McGovern aligne à ses côtés les sénateurs Frank Church (Idaho) et John V. Tunney (Californie) tandis que George Wallace dispose du soutien de Lester Maddox (ancien gouverneur Dixiecrat de Géorgie).
Plus que tout autre candidat, Edmund Muskie aligne les soutiens des caciques du parti en commençant par William Averell Harriman, ancien gouverneur de New York et ancien secrétaire au commerce, le sénateur Harold Hughes (Iowa), le sénateur Birch Bayh (Indiana), le sénateur Adlai Stevenson III (Illinois), le sénateur Mike Gravel (Alaska), l'ancien gouverneur de Pennsylvanie, Milton Shapp ou encore l'astronaute John Glenn.
Si Shirley Chisholm reçoit le soutien de Jesse Jackson (représentant de l'Illinois), l'ancien président Lyndon B. Johnson s'est prononcé pour Terry Sanford tandis que Jimmy Carter, gouverneur de Géorgie, apporte son soutien à Henry M. Jackson.

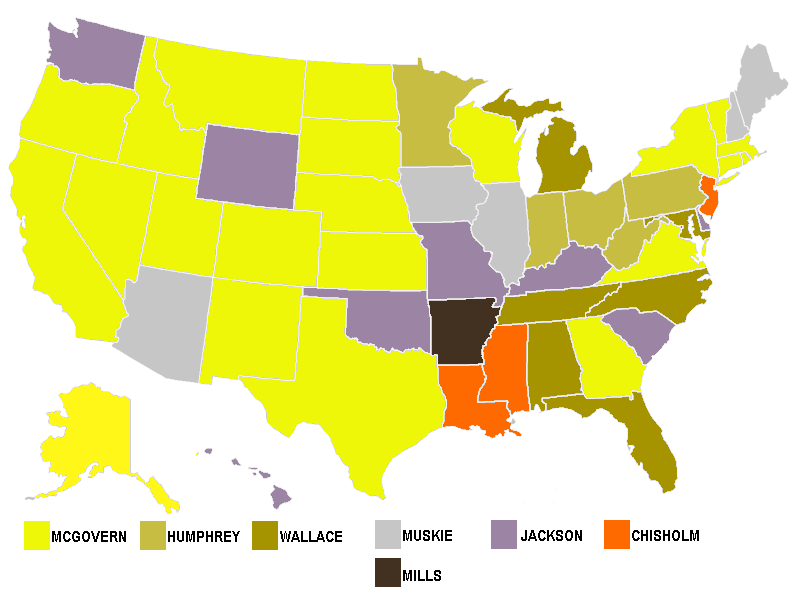
Carte électorale lors des élections primaires démocrates.

À la suite de l'affaire de Chappaquiddick, le sénateur Edward Moore Kennedy avait dû quant à lui renoncer à se présenter à l'élection présidentielle.
La direction du Parti démocrate marqua d'abord sa préférence pour Edmund Muskie, un centriste qui fut candidat à la vice-présidence en 1968. Mais il est victime dès le début de la campagne de rumeurs et de calomnies portant sur sa femme ou sur des propos qu'il aurait tenu concernant les Canadiens français. Sa défense maladroite et l'expression de son intense émotion le desservent, favorisant l'émergence de George McGovern lors des élections primaires du New Hampshire.
Dans le sud, un autre candidat, représentant l'extrême droite au sein du Parti démocrate, le gouverneur autrefois ségrégationniste d'Alabama, George Wallace, se pose en outsider. Il avait déjà joué un rôle majeur dans la défaite serrée des Démocrates en 1972.
Se proclamant dorénavant modéré, il fait notamment campagne contre le Busing, un système d'organisation du transport scolaire visant à promouvoir la mixité sociale ou raciale au sein des établissements scolaires publics. Il remporte ainsi 42 % des voix et tous les comtés lors de l'élection primaire de Floride. Il s'impose également dans les autres États du Sud et semble alors prendre la tête dans plusieurs états du nord quand sa campagne est stoppée nette par une tentative d'assassinat dont il est la victime et qui le laisse paralysé. En dépit de nouvelles victoires dans le Michigan et le Maryland, il ne peut poursuivre sa campagne et est finalement distancé par McGovern. Ce sera en chaise roulante que Wallace interviendra, le 11 juillet 1972, lors de la réunion de la convention démocrate à Miami.
Débarrassé ainsi de réels rivaux après le forfait de Wallace, McGovern s’octroie le soutien de la base du parti mais il rencontre des difficultés auprès des caciques. Par ailleurs, après la victoire de McGovern, le 25 avril 1972, dans la primaire du Massachusetts, le journaliste conservateur Robert Novak, citant un membre éminent du Parti démocrate, décrit McGovern comme un partisan de l'amnistie, de l'avortement et de la légalisation de certaines drogues comme l'acide.
Ainsi, quand il sera finalement désigné, au bout d'un vote chaotique lors de la convention démocrate réunie à Miami, pour représenter le parti, une centaine de délégués démocrates apporteront leur soutien au républicain Richard Nixon.

#### Résultat des élections primaires démocrates (en nombre de voix et en%)
- Hubert Humphrey - 4 121 372 (25,77 %)
- George McGovern - 4 053 451 (25,34 %)
- George Wallace - 3 755 424 (23,48 %)
- Edmund Muskie - 1 840 217 (11,51 %)
- Eugene McCarthy - 553 990 (3,46 %)
- Henry M. Jackson - 505 198 (3,16 %)
- Shirley Chisholm - 430 703 (2,69 %)
- Terry Sanford - 331 415 (2,07 %)
- John Lindsay - 196 406 (1,23 %)
- Samuel Yorty - 79 446 (0,50 %)
- Wilbur Mills - 37 401 (0,23 %)
- Walter E. Fauntroy - 21 217 (0,13 %)
- Unpledged - 19 533 (0,12 %)
- Edward Moore Kennedy - 16 693 (0,10 %)
- Vance Hartke - 11 798 (0,07 %)
- Patsy Mink - 8 286 (0,05 %)
- Aucun - 6 269 (0,04 %)

#### Résultat de la Convention démocrate de 1972
- George McGovern 1864,95
- Henry “Scoop” Jackson 525
- George Wallace 381,7
- Shirley Chisholm 151,95
- Terry Sanford 77,5
- Hubert Humphrey 66,7
- Wilbur Mills 33,8
- Edmund Muskie 24,3
- Edward M. Kennedy 12,7
- Sam Yorty 10
- Wayne Hays 5
- John Lindsay 5
- Fred Harris 2
- Eugene McCarthy 2
- Walter Mondale 2
- Ramsey Clark, Walter Fauntroy, Vance Hartke, Harold Hughes et Patsy Mink 1 chacun

#### Candidats à la vice-présidence
|  |

- Reubin Askew, gouverneur de Floride
- Frank Church, sénateur de l'Idaho
- John J. Gilligan, gouverneur de l'Ohio
- Hubert Humphrey, sénateur du Minnesota
- Edward Moore Kennedy, sénateur du Massachusetts
- Patrick Lucey, gouverneur du Wisconsin
- Wilbur Mills, représentant de l'Arkansas
- Walter Mondale, sénateur du Minnesota
- Edmund Muskie, sénateur du Maine
- Gaylord Nelson, sénateur du Wisconsin
- Lawrence O'Brien, président du Parti démocrate
- Abraham Ribicoff, sénateur du Connecticut
- Kevin White, maire de Boston

Les délégués élurent finalement le sénateur Thomas Eagleton pour être le candidat à la vice-présidence. Le choix d'Eagleton contrastait avec la personnalité et le projet politique de McGovern. Mais quelques semaines plus tard, la presse révélait le passé psychiatrique de Eagleton, notamment son hospitalisation à la suite d'une dépression nerveuse. Après avoir déclaré qu'il soutenait Eagleton à “1000 %”, McGovern lui demandait trois jours plus tard de renoncer à la candidature à la vice-présidence.
Après que six autres caciques du Parti démocrate aient refusé de prendre la place d'Eagleton sur le ticket démocrate, c'est finalement Sargent Shriver (beau-frère de John Fitzgerald Kennedy), ancien ambassadeur en France qui accepta la nomination lors d'une session spéciale du Comité national démocrate, alors que les intentions de vote en faveur de McGovern étaient tombés de 41 % à 24 %.

### Parti républicain

#### Candidats républicains

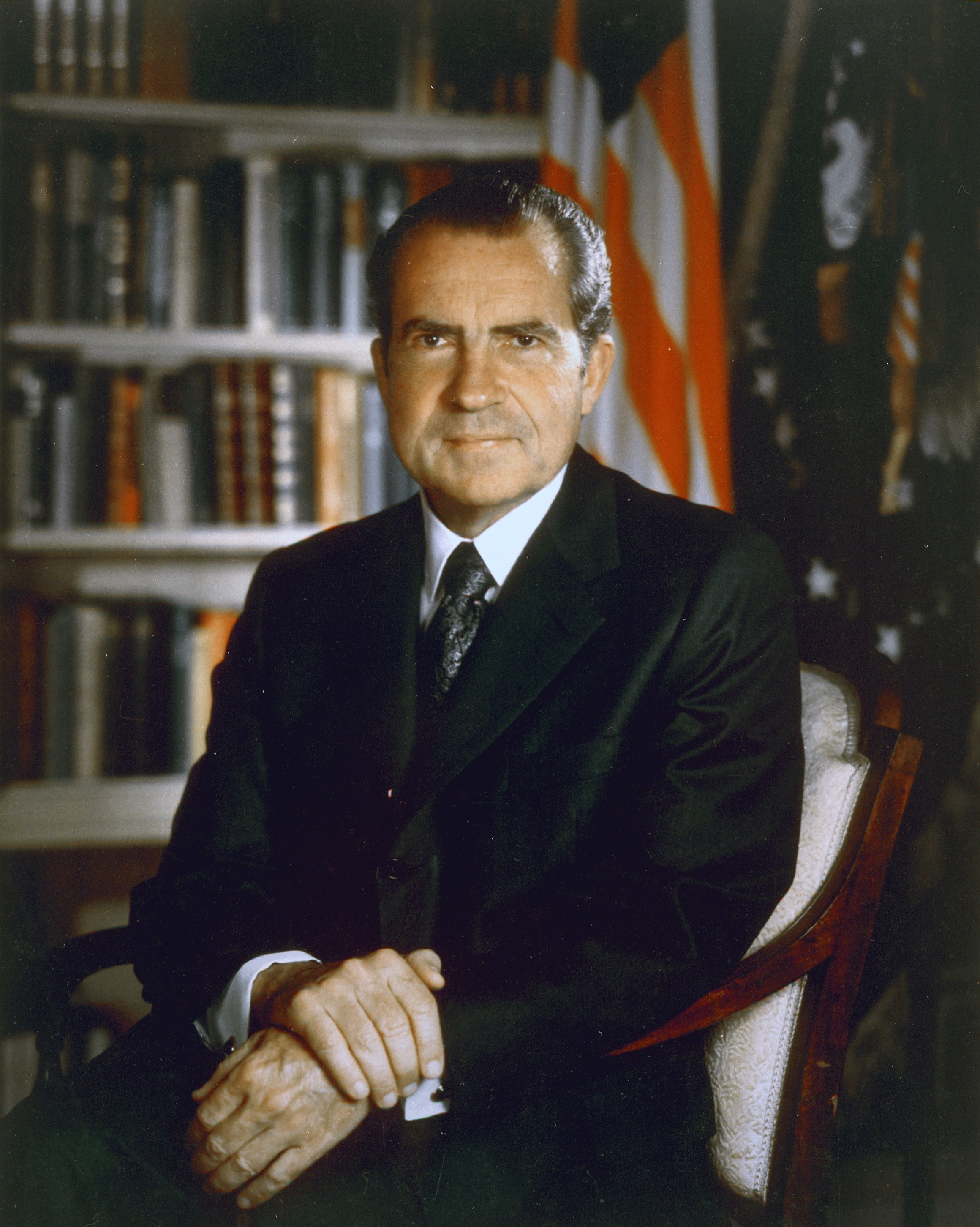
Richard Nixon, le président des États-Unis
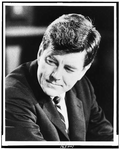
Pete McCloskey, Représentant de Californie
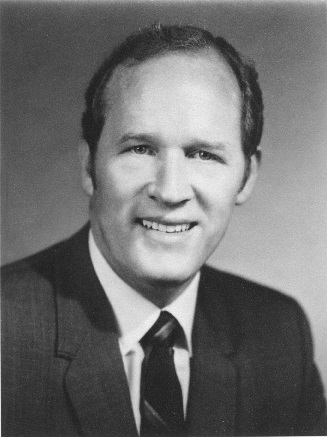
John Ashbrook, Représentant de l'Ohio,

#### Primaires

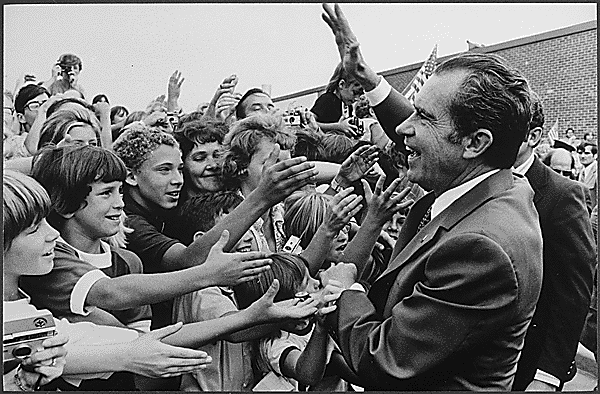
Richard Nixon durant la campagne

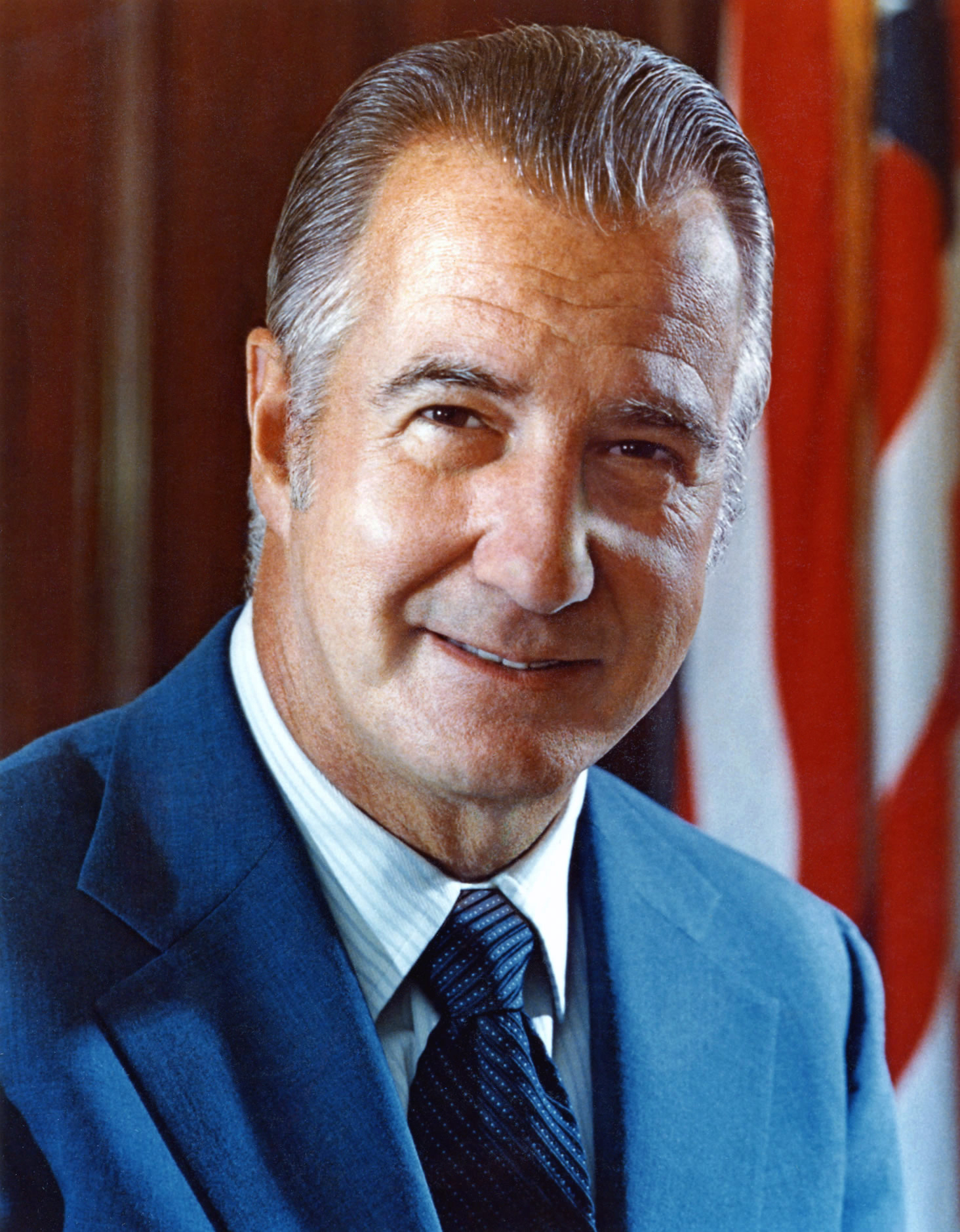
Le vice-président Spiro Agnew

Quand Nixon annonce son intention de se représenter, il bénéficie d'un cote de popularité positive. Il vient par ailleurs de concrétiser sa politique de détente en renouant des relations avec la Chine de Mao. Ses deux adversaires des primaires sont le progressiste Pete McCloskey de Californie et le conservateur John Ashbrook de l'Ohio. McCloskey est le candidat anti-guerre et anti-Nixon du Parti républicain tandis qu'Ashbrook s'oppose à la politique de détente envers la république populaire de Chine et l'URSS. Lors de l'élection primaire du New Hampshire, Ashbrook reçoit 6 % des voix quand McCloskey totalise 11 % des suffrages laissant 83 % des bulletins exprimés à Nixon. Au total, Nixon engrange le soutien de 1323 des 1324 délégués lors de la convention nationale républicaine.

#### Résultats des élections primaires républicaines
- Richard Nixon - 5 378 704 (86,92 %)
- Unpledged - 317 048 (5,12 %)
- John Ashbrook - 311 543 (5,03 %)
- Pete McCloskey - 132,731 (2,15 %)

Richard Nixon et son vice-président, Spiro Agnew, sont tous deux confirmés pour représenter le Parti républicain lors de sa convention nationale.

### Autres partis
Lors des élections de 1972, l'American Party soutient la candidature de John G. Schmitz. En 1968, l'AP avait soutenu la candidature de George Wallace sur un programme favorable au retour de la discrimination raciale.
Localement, certains partis présentent également des candidats. Ainsi, le Parti libertarien présente John Hospers dans le Colorado et dans l'État de Washington alors que Benjamin Spock représente le Parti populaire.

## Campagne présidentielle

### Cambriolage du siège du parti démocrate
Le programme de George McGovern demande la fin de la guerre du Viêt Nam et l'institution de minima sociaux, mais le Parti démocrate est profondément divisé et son siège au Watergate est cambriolé. Deux ans plus tard, le scandale du Watergate obligera Richard Nixon à démissionner.

### McGovern présenté comme le candidat du "triple A"
S'appuyant sur ces divisions, les républicains réussissent à caricaturer McGovern comme un dangereux gauchiste. Le sénateur du Dakota du Sud est moqué durant toute la campagne comme un « triple A », candidat de « l’acide, l’amnistie et l’avortement », leitmotiv qui revient sans cesse, qui a traversé l'histoire et qui vient d'une citation off the record et anonyme rapportée par l'éditorialiste conservateur Richard Nowak.
Nixon a « beaucoup utilisé le problème de l'amnistie pour tenter de discréditer McGovern » et « feint de croire à plusieurs reprises » qu'il voulait « une amnistie immédiate, aussi bien pour les insoumis que pour les déserteurs » ce qui « n'a jamais été le cas », précise Le Monde. En octobre, McGovern se sent obligé de prendre parti. Il propose une amnistie qui « ne s'appliquerait pas aux déserteurs » et déclare à leur sujet : « personnellement, si j'étais dans leur situation, je proposerai de servir deux ans dans une activité civile et pour un salaire de subsistance afin de prouver que je ne suis pas opposé à servir mon pays mais simplement opposé à participer à une guerre immorale ».
George McGovern, s'était imposé lors des élections primaires de son parti, sur la base d'un programme pacifiste, face notamment à un candidat pro-ségrégationniste, anti-fédéral et conservateur, George Wallace, gouverneur d'Alabama, et à l'ancien vice-président Hubert Humphrey. Après que McGovern ait gagné les primaires du Massachusetts, Robert Novak a appelé des politiciens démocrates pour tenter d'obtenir des citations croustillantes en vue d'écrire un éditorial sur le décalage culturel entre McGovern et les électeurs traditionnels du parti démocrate, chez les cols bleus.
En 2007, Robert Novak a révélé dans ses mémoires, The Prince of Darkness : 50 Years Reporting in Washington que sa source était le sénateur Tom Eagleton, choisi comme vice-président de McGovern mais qui 18 jours plus tard dut démissionner car il révélé qu’il avait reçu une thérapie par électrochocs pour « épuisement nerveux ». Eagleton avait soutenu lors des élections primaires l’adversaire principal de McGovern, Ed Muskie, qui s’opposait à la légalisation de l’avortement, dans un contexte où l'on prévoyait que l’année suivante la Cour suprême allait rendre le 22 janvier 1973 sa décision historique dans l'affaire Roe v. Wade.

## Résultats
Au soir du résultat le 7 novembre 1972, avec un taux de participation de l'ordre de 55 % du corps électoral, McGovern n'obtenait que 37,5 % des voix contre 60,7 % à Nixon. Celui-ci l'emportait dans 49 états, y compris le Dakota du Sud d'où était élu McGovern. Ce dernier ne l'emportait que dans le Massachusetts et le district de Columbia. Pour la première fois, un candidat républicain remportait la totalité des anciens états sudistes, dont l'Arkansas qui n'avait jamais voté républicain à une élection présidentielle depuis 1872, soit un siècle plus tôt.
| Candidats                              | Parti | Parti                             | Vote populaire | Vote populaire | Grands électeurs | Grands électeurs |
| Candidats                              | Parti | Parti                             | Voix           | %              | Sièges           | %                |
| -------------------------------------- | ----- | --------------------------------- | -------------- | -------------- | ---------------- | ---------------- |
| Richard Nixon/Spiro Agnew              |       | Parti républicain                 | 46 740 323     | 60,67          | 520              | 96,65            |
| George McGovern/Robert Sargent Shriver |       | Parti démocrate                   | 28 901 598     | 37,52          | 17               | 3,16             |
| John Hospers/Theodora Nathan           |       | Parti libertarien                 | 3 674          | 0,00           | 1                | 0,19             |
| John G. Schmitz/Thomas J. Anderson     |       | Parti américain indépendant       | 1 100 868      | 1,42           | 0                |                  |
| Linda Jenness/Andrew Pulley            |       | Parti socialiste des travailleurs | 83 380         | 0,11           | 0                |                  |
| Benjamin Spock/Julius Hobson           |       | Parti du peuple                   | 78 759         | 0,10           | 0                |                  |

Un électeur républicain de Virginie a voté pour le candidat libertarien.
Richard Nixon gagna dans tous les États à l'exception du Massachusetts et du district de Columbia.

## Commentaires et analyses
- "La faiblesse électorale du sénateur McGovern tient au radicalisme de ses positions, notamment en politique étrangère (...) La force électorale de Nixon a été de profiter des voies ouvertes pour s'y engager résolument, au détriment même de sa ligne idéologique antérieure. Dans la mesure où ces termes signifient encore quelque chose, on peut dire que c'est un homme de «droite» qui a réalisé une politique de «gauche»", écrit Le Soleil, journal du Québec au Canada, le 8 novembre 1972[10].
- "La majorité silencieuse a besoin de croire que, si l'empire décline, la métropole est solide et que les valeurs qui soutenaient l'innocence et l'équilibre de la société américaine ont encore des chances de tenir contre les assauts des jeunes, des Noirs, des pauvres, des prisonniers de ces villes invariables rongées par la criminalité et la drogue -les assauts de tous ces marginaux sur qui, au début, McGovern s'était appuyé avec courage avant que ses conseillers ne lui fassent prendre un inutile et tardif virage, écrit Le Nouvel Observateur, le 6 novembre 1972[10].

## Financement illégal
Il est découvert lors de l’enquête sur le Watergate que la campagne de Richard Nixon a reçu des financements illégaux de la compagnie pétrolière Gulf Oil. Pendant la campagne, Nixon fait blanchir des dons pécuniaires interdits afin de financer sa réélection.